# Памятник Есенину (Санкт-Петербург)
Памятник С. А. Есенину установлен в Таврическом саду Санкт-Петербурга.

## История
В 1995 г. был столетний юбилей со дня рождения поэта Сергея Есенина. В преддверии этой даты Благотворительный фонд имени Сергея Есенина решил возвести ему памятник в Санкт-Петербурге, где поэт провёл последние дни своей жизни. Этот же фонд профинансировал проектирование, изготовление и установку памятника.
Для установки памятника был выбран Таврический сад. Автором памятника выступил скульптор А. С. Чаркин. Над созданием памятника он работал с мая 1994 г. в своей мастерской. Для памятника он разработал восемь различных эскизов, среди которых были варианты, в которых поэт Есенин был представлен гуляющим по парку, лежащим на траве у озера и сидящим на скамье. В итоге был утверждён вариант, в котором Есенин изображён сидящим.
Памятник был изготовлен на комбинате «Скульптура» из белого карельского мрамора. Его высота составила 2,5 м. Вдоль плинта (нижняя часть пьедестала) памятника выгравирована простая надпись «Сергей Есенин». Постамент выполнен из серого гранита, его высота — 0,5 м.
Памятник был открыт 3 октября 1995 года, а 15 лет спустя отреставрирован из-за актов вандализма.